# Choustníkovo Hradiště
Choustníkovo Hradiště (německy Gradlitz bei Königinhof) je městys v okrese Trutnov v Královéhradeckém kraji. Leží zhruba 4,5 kilometru východně od Dvora Králové nad Labem. Protéká jím Kocbeřský potok a vede přes něj silnice I/37. Žije zde 635 obyvatel. K městysu náleží nedaleká osada Ferdinandov.

## Historie
První písemná zmínka o městečku pochází z roku 1316, kdy ji král Jan Lucemburský, spolu s téměř celým Trutnovskem (s výjimkou samotného Trutnova) zastavil Půtovi z Turgova jako jistinu slíbené odměny za vojenskou pomoc. Půta zde zřejmě vybudoval hrad, snad na místě staršího hradiště.

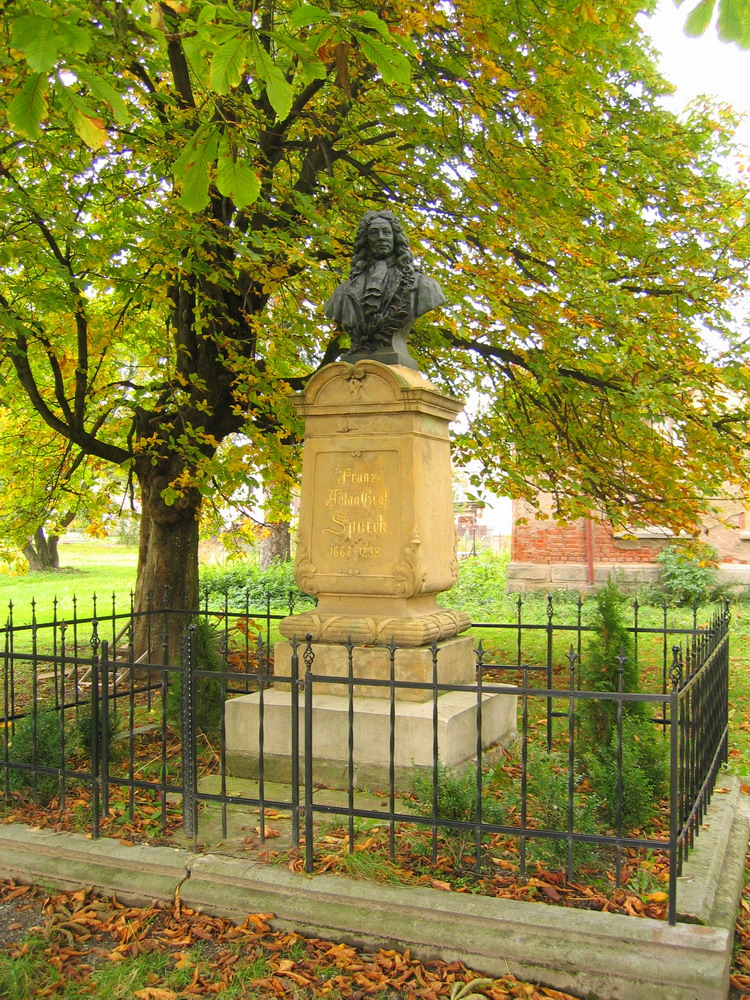
Pomník F. A. Šporka

Na konci 14. století patřil hrad a přilehlé panství Heřmanovi z Choustníka, jehož jméno je dostalo i do názvu obce. Po vymření pánů z Choustníka panství rychle střídalo majitele. Roku 1485 jej jako zástavu držel rytíř Hanuš z Šelndorfu a Hornšperka, v 16. století pak Švamberkové. Roku 1623 koupil panství Albrecht z Valdštejna, který jej však obratem prodal Trčkům. Po roce 1634 připadlo panství císaři Ferdinandovi II. Ten jej záhy daroval, jako odměnu za služby, hraběti Františkovi z Ulfelda.
Po dalším rychlém střídání majitelů jej koupil hrabě Jan Špork, který dal opravit hrad a až do své smrti roku 1679 zde bydlel. Jeho syn František Antonín Špork hrad nejprve rozšířil, ale nakonec si vybudoval sídlo v nedalekém Kuksu a hrad až do roku 1739 sloužil jako provizorní klášter celestýnek. Poté byl užíván jako sýpka, na konci 18. století opuštěn zchátral.
Přes přesídlení F. A. Šporka do Kuksu zůstala obec dále centrem choustnicko-hradišťského panství. Sídlil zde panský velkostatek, hospodářská a lesní správa, atp. Panství až do roku 1949 patřilo rodu Šporků resp. Sweerts-Sporcků. Díky odkazu F. A. Šporka však sloužily výnosy z panství k financování provozu špitálu v Kuksu a celé panství proto z Kuksu spravovala hospitální nadace.
Dne 9. května 2022 byl obci navrácen status městyse.

## Obyvatelstvo
| Rok            | 1869  | 1880  | 1890  | 1900 | 1910 | 1921  | 1930 | 1950 | 1961 | 1970 | 1980 | 1991 | 2001 | 2011 | 2021 |
| -------------- | ----- | ----- | ----- | ---- | ---- | ----- | ---- | ---- | ---- | ---- | ---- | ---- | ---- | ---- | ---- |
| Počet obyvatel | 1 029 | 1 100 | 1 101 | 957  | 966  | 1 023 | 932  | 687  | 712  | 651  | 612  | 588  | 598  | 576  | 548  |
| Počet domů     | 167   | 160   | 165   | 173  | 172  | 161   | 176  | 160  | 151  | 152  | 145  | 158  | 163  | 169  | 188  |

## Symboly městyse
Znak a vlajka byly městysi uděleny rozhodnutím předsedkyně Poslanecké sněmovny Parlamentu České republiky dne 23. června 2022.

## Pamětihodnosti
- Zřícenina hradu Choustníkovo Hradiště
- Kostel Povýšení svatého Kříže s farou a hřbitovem
- Pomník Pochodu smrti[9]
- Boží muka u cesty směrem do Krkonoš
- Socha svatého Jana Nepomuckého
- Socha svatého Jana z Boha
- Bysta hraběte Šporka
- Lípa v Choustníkově Hradišti, památný strom v jižním sousedství kostela (50°25′26″ s. š., 15°52′39″ v. d.)
- Suchý dub, památný strom asi 1¾ kilometru jihozápadně od obce, poblíž Labe (50°24′42″ s. š., 15°51′46″ v. d.)
- budovy pivovaru – technická památka
- Meteorologický sloup před budovou bývalé základní školy z roku 1935[10]

## Slavní rodáci
- Vendelín Želísko (1799–1868), český rytec